# Папуга-віхтьохвіст міндорський
Папуга-віхтьохвіст міндорський (Prioniturus mindorensis) — вид папугоподібних птахів родини Psittaculidae. Ендемік Філіппін. Раніше вважався конспецифічним з палаванським папугою-віхтьохвостом.

## Поширення і екологія
Міндорські папуги-віхтьохвости є ендеміками острова Міндоро. Вони живуть у вологих рівнинних тропічних лісах. Живлятся насінням, плодами і горіхами. Гніздяться в дуплах дерев.

## Збереження
МСОП класифікує цей вид як вразливий. За оцінками дослідників, популяція міндорських папуг-віхтьохвостів становить від 2500 до 10000 птахів. Їм загрожує знищення природного середовища і вилов з метою продажу на пташиних ринках.